# Meetprobleem in de kwantummechanica
Het meetprobleem in de kwantummechanica is het onopgeloste probleem van hoe (of zelfs of) het ineenstorten van de golffunctie precies in zijn werk gaat. Het onvermogen om dit proces direct te kunnen observeren heeft aanleiding gegeven tot verschillende interpretaties van de kwantummechanica en vormt een belangrijke reeks van vragen die elke interpretatie van de kwantummechanica moet beantwoorden. De golffunctie in kwantummechanica evolueert volgens de schrödingervergelijking tot een lineaire superpositie van de verschillende kwantumtoestanden, maar werkelijke metingen vinden het natuurkundige systeem altijd in één bepaalde toestand. Elke toekomstige evolutie is vervolgens gebaseerd op de toestand, waarin het systeem zich bleek te bevinden, op het moment dat de meting werd gedaan. Dat betekent dat de meting "iets doet" in het te onderzoeken proces. Wat dat 'iets' is wordt niet verklaard in de basistheorie van de kwantummechanica.